# 夏粛初
夏 粛初（か しゅくしょ、1889年〈光緖15年〉 - 没年不明）は、中華民国の官僚・実業家。別号は旭初。中華民国臨時政府、南京国民政府（汪兆銘政権）華北政務委員会の要人。呉甌・李元暉と共に、王揖唐側近の部下と目された。

## 事績
日本に留学し、京都府立第一中学、第一高等学校を卒業した。その後、ドイツにも留学し、ベルリン大学で学んでいる。帰国後の1929年（民国18年）10月21日、北平特別市政府秘書処秘書に任命された。後に黄郛配下となり、行政院駐平政務委員会で科長をつとめる。1935年（民国24年）12月に冀察政務委員会が成立すると、ここでも科長となった。
1937年（民国26年）12月に中華民国臨時政府が成立すると、夏粛初はこれに参加している。翌1938年（民国27年）1月29日、振済部（総長：王揖唐）秘書に任命された。1938年（民国27年）9月18日、内政部（総長は王揖唐が改任）が設立されると、同月28日に夏は同部総務局長に任命され、引き続き王を支えた。
1940年（民国29年）3月30日、南京国民政府（汪兆銘政権）に臨時政府が合流し、華北政務委員会に改組される。この際に夏粛初は、考試院院長となった王揖唐に従う形で国民政府中央に移り、考試院銓叙部常務次長に任命された。5月、考試院秘書長に異動する。1941年（民国30年）7月5日、夏は華北政務委員会に戻って秘書庁庁長に任命された。翌1942年（民国31年）4月11日、同委員会政務庁庁長に改任されている。1943年（民国32年）2月8日、王揖唐が華北政務委員会委員長を辞職したことに伴い、夏も政務庁長を罷免された。
まもなく夏粛初は華北電電に入社し、同社審査室統理となる。1943年（民国32年）6月29日、同社取締役に選任された（審査室統理も兼任）。
1944年（民国33年）7月1日発行の北電興亜会会誌『華文北電』に夏粛初（肩書は審査室統理）の寄稿が見受けられるが、それ以降の行方は不詳である。なお、夏が漢奸として逮捕・訴追されたとの情報は見当たらない。